# Bisdom Vác
Het bisdom Vác (Latijn: Dioecesis Vaciensis, Hongaars: Váci egyházmegye) is een in Hongarije gelegen rooms-katholiek bisdom met zetel in Vác. Het bisdom behoort tot de kerkprovincie Eger en is samen met het bisdom Debrecen-Nyíregyháza suffragaan aan het aartsbisdom Eger.

## Geschiedenis
Het bisdom werd in 1004 gesticht. Het was een van de eerste tien bisdommen die de Hongaarse koning Stefanus I in de 11e eeuw oprichtte. De eerste bisschop Bystrik werd in 1008 geïnstalleerd. De huidige bisschop is Miklós Beer.

## Bisschoppen van Vác

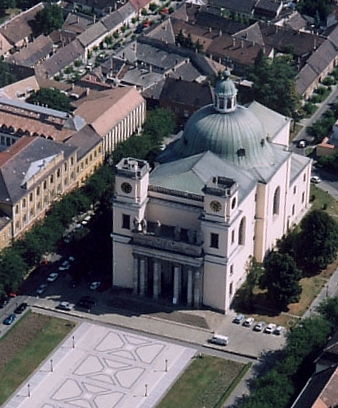
Kathedraal van Vác
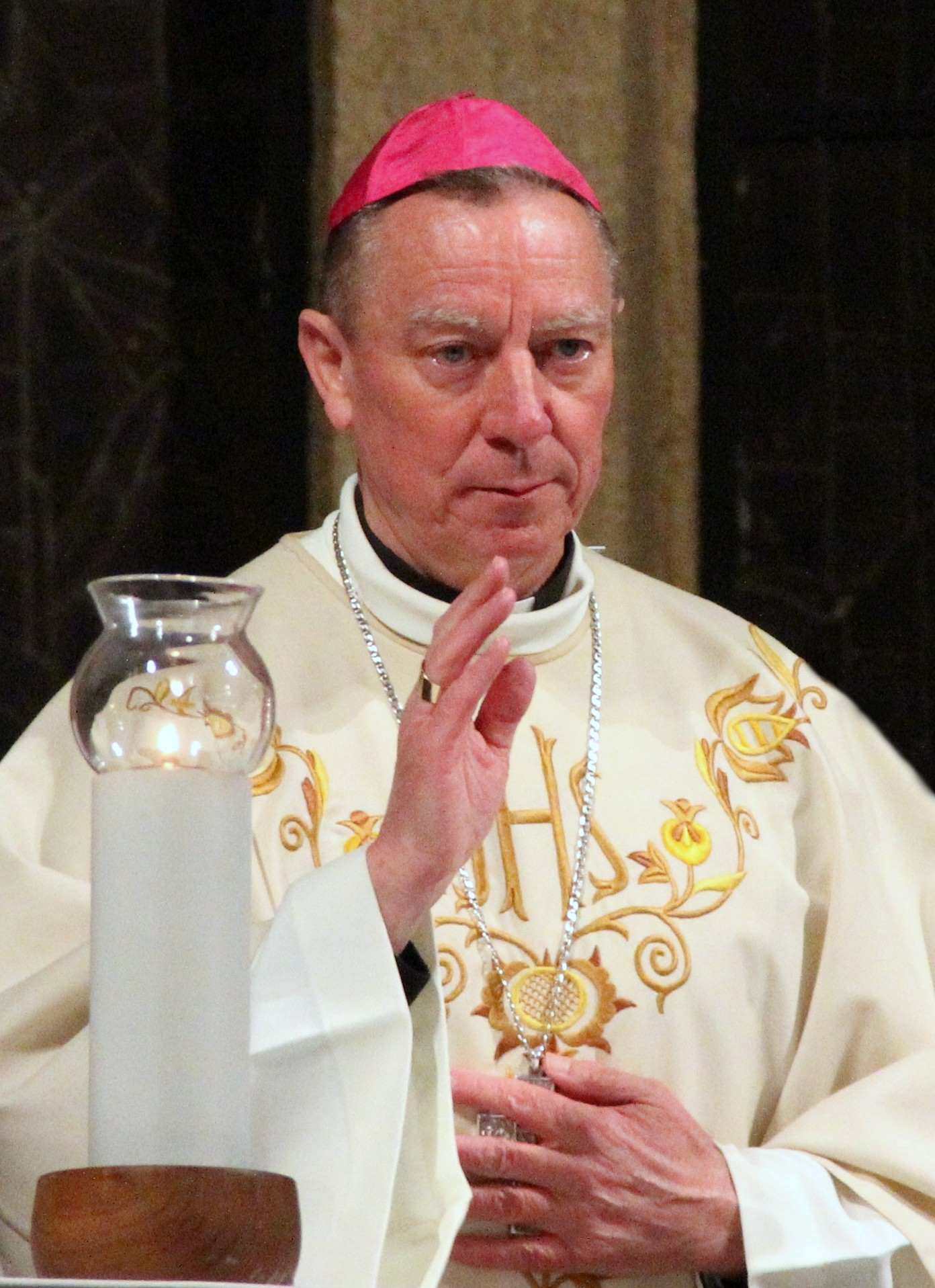
Bisschop Miklós Beer